# Padmāvat
Il Padmāvat di Malik Muhammad Jayasi è il principale poema della letteratura sufica. È uno dei monumenti principali della letteratura hindī antica. La composizione del Padmāvat avvenne probabilmente nella prima metà del Cinquecento (o 1520 o 1540). È un poema composto da 6000 versi con una struttura molto regolare. Le strofe sono composte da 7 chaupai e 1 doa, che sono dei distici che hanno lunghezza differente, quindi ogni strofa ne ha 7 di un tipo e 1 dell'altro: sono 14 versi e 2 versi. Il testo ha avuto varie edizioni critiche, molto discordanti tra di loro. Il tema del poema è tratto dalle Vīr Kathā (Vīr = eroe; Kathā = racconti), racconti eroici che, come i premakyan e i raso, erano ricorrenti nella letteratura folkloristica e trasmessi oralmente. È tuttavia molto difficile affermare quale fondamento storico abbia Padmāvat: di sicuro lo è la storia di Alauddin, il sultano di Delhi, uno dei personaggi del racconto. 
Inoltre, da alcune testimonianze storiche, sembra che anche il protagonista, Ratansen, sia realmente esistito. Probabilmente, invece, del tutto leggendaria è la figura di Rani Padmini.
Dal poema è stata tratta l'opera Padmâvatî di Albert Roussel su libretto di Louis Laloy e nel 2017 è prevista l'uscita di un film celebrativo.